# Лян Вэньбо
Лян Вэньбо (кит. упр. 梁文博, пиньинь Liáng Wénbó, род. 5 марта 1987 года) — китайский профессиональный игрок в снукер. Родился в городе Суйхуа, в провинции Хэйлунцзян, недалеко от границы с Россией. Левша.
6 июня 2023 года независимая Дисциплинарная комиссия WPBSA пожизненно дисквалифицировала Ляна Вэньбо за организацию и участие в договорных матчах.

## Карьера
В 2005 году выиграл чемпионат мира среди игроков до 21 года и, таким образом, получил приглашение в мэйн-тур. В свой первый профессиональный сезон Лян Вэньбо квалифицировался на чемпионат Британии, где сделал высший для него на тот момент брейк — 134 очка. Благодаря этому он поднялся на 77-ю строчку в рейтинге снукеристов. 
А на чемпионате мира китаец совершил сенсацию, победив экс-чемпиона Кена Доэрти, 10:5, и Джо Свэйла. И хотя в четвертьфинале Лян уступил Ронни О’Салливану, он установил национальный рекорд — до этого ещё никто из представителей Поднебесной не достигал стадии 1/4 на ЧМ. На сезон 2010/11 Лян Вэньбо занял 16-ю строчку в официальном рейтинге.
В квалификации на рейтинговый чемпионат Бахрейна Лян Вэньбо сделал максимальный брейк.
Лян считается вторым игроком в снукер в КНР после Дин Цзюньхуэя. На Азиатских играх 2006 в катарской Дохе он выиграл золотую медаль в командном турнире и серебряную в индивидуальном.

### Сезон 2009/10
На пригласительном турнире Beijing International Snooker Challenge 2009 Лян одержал свою первую победу, переиграв в финале Стивена Магуайра, 7:6. В предварительном розыгрыше он занял первое место в своей группе, обыграв Стивена Хендри и Алистера Картера с одинаковым счётом — 3:0. В полуфинале встретился с Марком Алленом и победил его со счётом 5:1. Победа на этом турнире более чем удвоила все его призовые. Также на его счету высший брейк турнира (138 очков). Итого Лян Вэньбо заработал на турнире 52 500 фунтов стерлингов.
На первом рейтинговом турнире сезона, Шанхай Мастерс, Лян Вэньбо произвёл сенсацию — будучи тёмной лошадкой, он поочерёдно переиграл Питера Эбдона, 5:1, Алистера Картера, 5:0, Рики Уолдена, 5:3, Шона Мерфи, 6:5, и вышел в финал, где встретился с Ронни О’Салливаном. Лян всё же уступил ему, 5:10, но получил 5600 рейтинговых очков, что позволило ему переместиться с 27-й на 13 строчку предварительного рейтинга. Тем самым он стал на время лучшим китайским игроком, отобрав этот «титул» у Дин Цзюньхуэя, который владел им беспрерывно на протяжении 4-х лет.
На чемпионате Великобритании 2009 Лян также показал хорошую игру: выиграл 9:3 в 1/16 финала у Райана Дэя, 9:2 у Марка Кинга в 1/8 финала и вышел в четвертьфинал на действующего чемпиона мира, Джона Хиггинса, но проиграл ему со счётом 2:9.
Не пройдя квалификацию на два турнира (Welsh Open и домашний China Open), Лян Вэньбо в третий раз подряд вышел в финальную часть чемпионата мира, в последнем раунде квалификации уверенно переиграв Рода Лоулера, 10:2. В 1/16 турнира Лян уступил Ронни О’Салливану со счётом 7:10, и в официальном рейтинге на сезон 2010/11 он занял 16-е, наивысшее для себя место.

## Дисквалификации

### Нападение на женщину
21 июля 2021 года Лян Вэньбо в городе Шеффилд напал на женщину и избил ее, что подтвердилось видеокамерами наблюдения. На последующем судебном разбирательстве, 1 апреля 2022 года Вэньбо был признан виновным и приговорен к 12 месяцам общественного ареста и штрафу в размере 1380 фунтов стерлингов. На следующий день, председатель WPBSA Джейсон Фергюсон, заявивив, что «в Мэйн-туре нет места игрокам совершившим насильственное преступление», отстранил Вэньбо от участия в любых соревнованиях под эгидой WPBSA, поэтому Вэньбо не принял участие в состоявшимся через несколько дней квалификационном раунде к ЧМ-2022, где ему было присуждено техническое поражение. 
На последующих слушаниях Дисциплинарного комитета WPBSA, состоявшихся 29 мая, Лян был признан виновным в нарушении трех пунктов правил WPBSA и контракта с WSL, касающихся этических норм поведения игрока и нанесении репутационного ущерба организации, приговорен к штрафу 1000 фунтов стерлингов и дисквалификации на 4 месяца, срок которой закончился 1 августа 2022 года.

### Китайский снукерный скандал
27 октября 2022 года Вэньбо был вновь отстранен от соревнований на срок рассмотрения Дисциплинарным комитетом WPBSA обвинений в «неправомерных действиях». Объявлено, что никаких официальных комментариев не последует до окончания расследования. Особо подчеркивалось, что расследование не связано с инцидентом 2021 года, за который он уже отбыл дисквалификацию.
Позже стало известно, что расследование WPBSA разоблачило Вэньбо, как руководителя и организатора преступной группы из 10 китайских игроков Мэйн-тура, которые в 2019-2022 годах совершали неправомерные ставки на исход договорных матчей. 
6 июня 2023 года Независимая дисциплинарная комиссия WPBSA) приговорила Ляна Вэньбо и Ли Хана к пожизненной дисквалификации и штрафу 43 тыс. фунтов стерлингов. Тяжесть приговора объясняется тем, что они: путём «уговоров, угроз и шантажа» вынудили других игроков завершать матчи с заранее оговорённым счетом; не сотрудничали с расследованием; оказывали давление на других фигурантов уже после начала расследования. 
Остальные фигуранты получили следующие сроки дисквалификации, которые позже были сокращены, благодаря «сотрудничеству с расследованием»: Лу Нин — 5 лет и 4 месяца, Янь Бинтао — 5 лет, Чжао Синьтун — 1 год и 8 месяцев, Чжао Яньбо — 2 года и 4 месяца, Чанг Биньгуй — 2 года, Бай Лангнинг — 2 года и 8 месяцев, Чэнь Цзыфань — 5 лет, Чанг Янканг — 2 года и 11 месяцев. Кроме того, каждый из вышеперечисленных обязан заплатить 7,5 тыс. фунтов стерлингов штрафа.

## Личная жизнь
Лян Вэньбо любит классическую музыку, в частности, Бетховена. Также из музыкальных пристрастий можно отметить его увлечение группой «Beyond» из Гонконга. Любит фильмы с Джеки Чаном. Увлекается футболом, болеет за клуб Манчестер Сити, Англия. Также играет в настольный теннис совместно всё с тем же Дин Цзюньхуэем.

## Победы

### Нерейтинговые турниры
- Beijing International Snooker Challenge — 2009
- Кубок мира (в составе сборной Китая) — 2011

### Рейтинговые турниры
- Asian Tour Championship 2013/2014 – Этап 3 — 2013
- English Open — 2016

### Карьера любителя
- Чемпионат IBSF до 21 года — 2005